# Pyrenopeziza scabiosicola
Pyrenopeziza scabiosicola är en svampart som tillhör divisionen sporsäcksvampar, och som först beskrevs av Franz Petrak, och fick sitt nu gällande namn av Hütter. Pyrenopeziza scabiosicola ingår i släktet Pyrenopeziza, och familjen Dermateaceae. Arten är reproducerande i Sverige.